# Morro d'Almallutx
El Morro d'Almallutx (pronúncia local: [əwmə'ʎutʃ]) és un esperó del massís dels Tossals Verds. Està situat a una altitud de 1058 m i pertany al municipi d'Escorca.
Rep el nom de la possessió d'Almallutx, situada a la seva falda i a la vora del Gorg Blau. Prop d'aquesta possessió hi havia un conjunt megalític i un poblat islàmic, el darrer reducte musulmà a Mallorca, que quedaren negats en crear-se l'embassament del Gorg Blau.

## Principals accessos
- De l'embassament de Cúber, passant pel Coll dels coloms.